# Estadio Polideportivo de Belén
El Estadio Polideportivo de Belén es un estadio de fútbol ubicado en San Antonino de Belén, Costa Rica. 
Fue utilizado por primera vez en 2010 y tiene una capacidad de 100 espectadores.